# Episodi de I misteri di Murdoch (settima stagione)
La settima stagione della serie televisiva I misteri di Murdoch è stata trasmessa in Canada dalla CBC dal 30 settembre 2013 al 7 aprile 2014.
In Italia la stagione è trasmessa in prima visione in chiaro da Rai 3 dal 7 novembre 2015.
In Svizzera la stagione ha invece debuttato su RSI LA1 il 12 aprile 2016; dal 26 aprile al 5 maggio dello stesso anno, l'emittente elvetica ha trasmesso la stagione in prima visione assoluta in italiano a partire dall'undicesimo episodio.
| nº | Titolo originale                                   | Titolo italiano           | Prima TV Canada   | Prima TV in italiano |
| -- | -------------------------------------------------- | ------------------------- | ----------------- | -------------------- |
| 1  | Murdoch Ahoy                                       | In pericolo di vita       | 30 settembre 2013 | 7 novembre 2015      |
| 2  | Tour de Murdoch                                    | Morte al circuito         | 7 ottobre 2013    | 21 novembre 2015     |
| 3  | The Filmed Adventures of Detective William Murdoch | Ad ognuno il suo ruolo    | 14 ottobre 2013   | 28 novembre 2015     |
| 4  | Return of Sherlock Holmes                          | Il ritorno di Sherlock    | 21 ottobre 2013   | 5 dicembre 2015      |
| 5  | Murdoch of the Living Dead                         | L'armata degli zombi      | 28 ottobre 2013   | 12 dicembre 2015     |
| 6  | Murdochophobia                                     | La fobia di Murdoch       | 4 novembre 2013   | 26 dicembre 2015     |
| 7  | Loch Ness Murdoch                                  | Il mostro del lago        | 18 novembre 2013  | 2 gennaio 2016       |
| 8  | Republic of Murdoch                                | Il ritorno a Terranova    | 25 novembre 2013  | 27 marzo 2016        |
| 9  | Midnight Train to Kingston                         | Il treno per Kingston     | 2 dicembre 2013   | 16 aprile 2016       |
| 10 | Murdoch in Ragtime                                 | Ragtime                   | 6 gennaio 2014    | 23 aprile 2016       |
| 11 | Journey to the Centre of Toronto                   | La terra cava             | 13 gennaio 2014   | 26 aprile 2016       |
| 12 | Unfinished Business                                | Qualcosa in sospeso       | 20 gennaio 2014   | 27 aprile 2016       |
| 13 | The Murdoch Sting                                  | Operazione Murdoch        | 27 gennaio 2014   | 28 aprile 2016       |
| 14 | Friday the 13th, 1901                              | Colpo al cuore            | 3 marzo 2014      | 29 aprile 2016       |
| 15 | The Spy Who Came Up to the Cold                    | Il topo e l'elefante      | 10 marzo 2014     | 2 maggio 2016        |
| 16 | Kung Fu Crabtree                                   | Lezioni di Kung Fu        | 24 marzo 2014     | 3 maggio 2016        |
| 17 | Blast of Silence                                   | Un'esplosione di silenzio | 31 marzo 2014     | 4 maggio 2016        |
| 18 | The Death of Dr. Ogden                             | La morte del dottor Ogden | 7 aprile 2014     | 5 maggio 2016        |

## In pericolo di vita
- Titolo originale: Murdoch Ahoy
- Diretto da: Laurie Lynd
- Scritto da: Paul Aitken

### Trama
Mentre al Distretto IV l'agente Crabtree è alle prese con strani furti legati alla goliardia e ai festeggiamenti per il Victoria Day, Murdoch e Brackenreid vengono chiamati a bordo della S. S. Keewatin, una grande nave passeggeri che sta per compiere il suo viaggio inaugurale sul lago Ontario. Il signor MacFarlane, l'armatore, ha ricevuto un messaggio minaccioso e i due detectives, dopo aver trovato a bordo anche la dottoressa Ogden, decidono di unirsi alla crociera.
 Poco dopo la partenza la figlia di MacFarlane, Amy, scompare e tutto fa pensare che sia caduta in acqua. Potrebbe trattarsi di un incidente, di un omicidio, di un suicidio o di una messinscena: la ragazza aveva probabilmente intenzione di rompere il suo fidanzamento con Owen Mathers, socio del padre, e forse non sapeva come dirlo ai genitori. Viene avanzata anche l'ipotesi di un rapimento poi però Doreen, un'amica di Amy, afferma di averla vista dirigersi nella stiva, vestita da cameriera, tempo dopo l'allarme per la sua scomparsa. Dunque la fuga sarebbe volontaria. L'ipotesi viene successivamente confermata da Johnny, un marinaio indiano pellerossa, complice di Amy e suo innamorato: difficilmente i MacFarlane avrebbero accettato che la loro figlia sposasse qualcuno di ceto ed etnia tanto inferiori, quindi i due giovani avevano elaborato un piano alternativo. Qualcosa però è andato storto: quando si va a cercare Amy nella stiva, viene invece trovato il cadavere di un uomo pugnalato. Grazie al contatto con il Distretto IV assicurato dal telegrafo senza fili, l'uomo viene presto identificato come Neville Morton, un dinamitardo dai numerosi precedenti.
 L'esplosione di due bombe e l'accidentale morte di Owen, responsabile dell'omicidio di Morton, mettono in luce una truffa ai danni dell'assicurazione, orchestrata da MacFarlane in combutta con il socio. Il piano era stato però tragicamente complicato dall'inattesa scomparsa di Amy.
 La nave inizia ad affondare e ne viene disposta l'evacuazione. Amy, che stava per affogare, viene ritrovata appena in tempo, rinchiusa nella stiva; Julia riesce a salvare Murdoch, che rischiava a sua volta di affogare.
 Mentre l'ultima scialuppa di salvataggio si stacca dalla nave, MacFarlane decide di restare a bordo, espiando le sue colpe con ritrovata dignità.
- Altri interpreti: Ted Whittall (Clarence MacFarlane), Jane Moffat (Elizabeth MacFarlane), Miranda Millar (Amy MacFarlane), Wesley French (Johnny), Chad Connell (Owen Mathers), Susanna Fournier (Doreen Jarvis), Doug MacLeod (Linus Calvert), Michael Brown (il telegrafista), Jillian Cook (Annie Taylor), Joel Rinzler (il manager di Annie)
- Ascolti Canada: telespettatori 1 393 000[2]
- Ascolti Italia: share 3.42%

## Morte al circuito
- Titolo originale: Tour de Murdoch
- Diretto da: Laurie Lynd
- Scritto da: Jordan Christianson

### Trama
Durante una gara ciclistica a cui Murdoch partecipa come ospite, muore uno dei concorrenti, Joe Fenton. Inizialmente la causa della morte sembra un infarto e poiché prima della gara il ciclista aveva bevuto una pozione energizzante datagli dal suo allenatore Chippy Blackburn, l'indagine si concentra su quest'ultimo. La pozione però risulta innocua, e del resto è stata assunta anche da altri ciclisti; tuttavia le opinioni negative su Blackburn non mancano. Marshall Taylor ad esempio, uno dei ciclisti della sua squadra, ha addirittura rescisso a caro prezzo il suo contratto, proprio perché poco convinto dai metodi di allenamento.
Dietro la morte di Fenton, tenendo conto anche di alcuni strani incidenti avvenuti in passato, potrebbe celarsi un giro di scommesse in cui Blackburn punterebbe contro i propri atleti, dopo averli in qualche modo danneggiati. Ciò sembrerebbe confermato dalla possibilità che a Fenton prima della gara sia stata fatta un'iniezione di codeina. Quando però l'autopsia determina in modo definitivo che la causa della morte è un aneurisma cerebrale forse dovuto ad un'errata trasfusione sanguigna, le cose si complicano: Blackburn ammette di ricorrere abitualmente all'autotrasfusione per i suoi atleti, ma prima della gara la procedura è stata usata non solo per Fenton, ma anche per Archie Milner, altro ciclista della squadra (legato a Lisette, la ex fidanzata di Fenton) che gode di ottima salute. 
 Con l'aiuto dell'illustre ematologo Lukas Harwick, consultato nel carcere ove sta scontando la sua condanna, la dottoressa Grace approfondisce l'argomento e scopre i rischi di incompatibilità dovuti alla mescolanza di gruppi sanguigni diversi. In sostanza, uno scambio di provette per la trasfusione avrebbe dovuto uccidere tanto Fenton quanto Milner, ma quest'ultimo è stato protetto dal proprio gruppo sanguigno universale.
Dopo questa scoperta, non è difficile per Murdoch individuare il responsabile dell'omicidio: l'unica persona all'interno della squadra la cui posizione avrebbe tratto beneficio dalle due morti.
 Nel frattempo la dottoressa Ogden è alle prese con l'arrivo di Leslie Garland, fratello minore del defunto Darcy, che sembra aver intenzione di trasferirsi definitivamente da Buffalo a Toronto.
- Altri intetpreti: Jayden Greig (Bobby Brackenreid), Seán Cullen (Chippy Blackburn), Joey Kippax (Joe Fenton), Dewshane Williams (Marshall Taylor), Julian Robino (Archie Milner), David Christo (Warren Padgett), Rebecca Liddiard (Lisette Barnes), Scott Wentworth (dottor Lukas Harwick), Giacomo Gianniotti (Leslie Garland)
- Ascolti Canada: telespettatori 1 254 000[4]
- Ascolti Italia: share 3.24%

## Ad ognuno il suo ruolo
- Titolo originale: The Filmed Adventures of Detective William Murdoch
- Diretto da: Gail Harvey
- Scritto da: Peter Mitchell

### Trama
Il geniale James Pendrick ha messo a punto un sistema per unire e sincronizzare immagini e suoni; ha organizzato una serata per presentare il suo filmato e all'evento è accorso un pubblico numeroso. Il generale entusiasmo non coinvolge però Thomas Alva Edison, altro famoso inventore, che sospetta Pendrick di aver rubato o almeno violato non pochi dei suoi brevetti. Pendrick nega, ma di lì a poco il suo progetto viene messo a rischio da un drammatico sviluppo: il filmato proiettato comprende molte scene diverse, tra cui un duello in stile western e al momento dello sparo cinematografico si sovrappone un vero sparo che raggiunge e uccide George Bailey, il finanziatore di Pendrick.
L'autopsia e successive prove balistiche finiscono per convincere Murdoch che il vero obiettivo dell'assassino fosse lo stesso Pendrick, assente dal suo posto in platea solo per puro caso. Gli eventi dei giorni successivi sembrano confermare questa ipotesi.
 Pendrick si è messo in testa di girare un film ispirato alle avventure del detective Murdoch e riesce a coinvolgere nelle riprese gran parte del Distretto IV. Durante la registrazione di una delle scene Lincoln Prescott, l'attore che interpreta Murdoch, viene ferito da un vero proiettile. Il colpo ovviamente avrebbe dovuto essere a salve e dunque c'è stato uno scambio di pistole, ma il fatto più inquietante è un altro: lo sceneggiatore Alphonse rivela che lo script originale (poi rimaneggiato) prevedeva che ad essere colpito fosse il "sergente Tom", il personaggio interpretato da Pendrick.
Un altro tentativo criminoso viene messo in atto quando Pendrick, controllando il sonoro delle più recenti scene girate, rischia di rimanere fulminato. Edison, sospettato sin dall'inizio e spesso presente sul set, viene infine arrestato.
Murdoch però scopre alcuni particolari che scagionano l'inventore e che lo mettono sulle tracce del vero colpevole: qualcuno che per vendicarsi dei torti subiti da Edison non avrebbe esitato ad uccidere Pendrick, addossando all'inventore la colpa dell'omicidio.
- Altri interpreti: Peter Stebbings (James Pendrick), David Storch (Thomas Edison), Charlotte Sullivan (Charlotte / Minerva Fairchild), Jefferson Brown (Lincoln Prescott), Michael Healey (Alphonse), Trish Lindstrom (Eleanor Grimes), Ben Irvine (Wallace)
- Ascolti Canada: telespettatori 1 001 000[6]
- Ascolti Italia: share 3.62%

## Il ritorno di Sherlock
- Titolo originale: Return of Sherlock Holmes
- Diretto da: Gail Harvey
- Scritto da: Carol Hay

### Trama
Sulla sua più recente scena del crimine - una stanza del Queen's Hotel - Murdoch ritrova David Kingsley, ancora profondamente calato nei panni di Sherlock Holmes. La vittima, di lì a poco identificata come il signor Wallace Barnes, è morta per un violento colpo alla testa; la presenza di alcol nella stanza suggerisce che l'uomo si sia ubriacato e sia caduto. Holmes tuttavia è scettico: il signor Barnes con ogni probabilità era il cliente che tramite lettera e il pagamento di una sterlina (emessa da una banca scozzese) lo aveva assunto per ritrovare Nora Webb, una ragazza dai capelli rossi. E una ragazza dai capelli rossi è stata vista allontanarsi in fretta dall'Hotel.
I dubbi di Holmes vengono confermati quando l'autopsia rivela che lo stomaco di Barnes è stato riempito di whisky dopo la morte, verosimilmente da almeno due persone.
Per semplificare le cose Murdoch decide di assecondare Kingsley, trattandolo come il vero Sherlock Holmes e lasciandolo collaborare attivamente all'indagine. Ed è Kingsley che alla fine riesce a rintracciare Nora Webb: la tata del piccolo Ben, per la famiglia McQueen. Ben ha solo otto anni, ma è molto sveglio ed appassionato di letteratura gialla: è lui in realtà ad aver assunto Holmes, inviandogli una sterlina avuta in regalo dal suo padrino, il defunto Wallace Barnes, da poco arrivato in Canada da Edimburgo.
Nora è scomparsa nel suo giorno di libertà e una breve indagine, svolta nella sala da tè da lei frequentata (in realtà uno spaccio di alcolici), rivela che la ragazza era sentimentalmente legata ad un certo Gregory Skinner. Di lì a poco anche Skinner viene trovato morto, nello stesso modo di Barnes.
Quando i McQueen si decidono a raccontare che Nora non è veramente scomparsa, ma è stata licenziata a causa di eccessive attenzioni da lei suscitate da parte dello stesso signor McQueen, si aprono ampie possibilità che sia lei la colpevole dei delitti. Tuttavia un appunto ritrovato tra gli effetti personali di Barnes e una seduta di ipnosi che aiuta il piccolo Ben a riesumare vecchi e confusi ricordi, portano gli investigatori ad alcuni importanti risultati: la scoperta di un cadavere sepolto nel bosco fuori dalla casa dei McQueen e la scoperta di una truffa perpetrata per cinque anni, l'identità dei veri colpevoli e (per la gioia del piccolo Ben) la felice ricomparsa dell'innocente Nora.
- Altri interpreti: Andrew Gower (David Kingsley / Holmes), Christian DiStefano (Ben McQueen), Kal Weber (signor McQueen), Nicole St. Martin (signora McQueen), Emily Klassen (Nora Webb), Jessica Moses (Ellie Naughton), Michelle Adams (Ann Selby), Michael Coady (Herbert Greaves), Gregg Lowe (Gregory Skinner)
- Ascolti Canada: telespettatori 1 077 000[8]
- Ascolti Italia: share 4.05%

## L'armata degli zombi
- Titolo originale: Murdoch of the Living Dead
- Diretto da: Yannick Bisson
- Scritto da: Michelle Ricci

### Trama
Nel bosco viene ritrovato il cadavere di Harriet Fuller, apparentemente annegata ma in realtà strangolata da qualcuno con mani enormi. Quando gli investigatori portano la notizia al marito Jeremiah, trovano un uomo silenzioso, apatico, privo di qualunque tipo di reazione. I vicini di casa sembrano sfuggenti e spaventati, solo la signorina Denman accetta di rispondere alle domande e racconta che Fuller è sempre stato irascibile e violento. Picchiava la moglie, e Harriet era sembrata felice solo durante una sua recente e breve assenza. Al ritorno però Jeremiah era apparso molto cambiato. Anche la figlia dei Fuller, la piccola Betty, conferma la cosa, sostenendo che quell'uomo sembra suo padre ma in realtà non lo è.
Poco tempo dopo un altro uomo violento, l'ex galeotto Kenneth "Tirapugni" Jameson, viene ucciso a botte, per vendetta. L'assassino confessa subito, ma la cosa più strana è che Jameson sembra non aver per nulla reagito all'attacco subito. Oltre l'apatia, tra Jameson e Fuller si trova un altro inquietante legame: entrambi risultano morti, con tanto di certificati firmati da un misterioso dottor Sabet.
Mentre Crabtree ipotizza con entusiasmo l'esistenza di un esercito di zombi, Murdoch preferisce un approccio più razionale all'indagine e si fa aiutare da Betty Fuller a ricostruire gli spostamenti della madre durante la sua ultima giornata di vita. Scopre così che la donna aveva avuto un aspro colloquio proprio con il dottor Sabet. Nel frattempo l'autopsia sul corpo di Jameson e un esame radiologico al cranio di Fuller dimostrano che i due presentano lesioni sinusali compatibili con un'operazione al cervello che potrebbe spiegare il loro singolare comportamento. Ciò porta Murdoch sulle tracce del dottor Bates (il falso Sabet), uno scienziato d'avanguardia che si vanta di aver trovato il modo di eliminare la criminalità e la violenza ad essa associata. Bates usa come cavie dei galeotti volontari, ma non tutto nel suo progetto è filato liscio. Murdoch scopre che - ricattandolo - Harriet Fuller aveva costretto il dottore ad applicare il trattamento anche al marito; il risultato però non era stato esattamente quello sperato ed anzi Jeremiah avrebbe costituito un ulteriore peso per la famiglia. Con le sue rimostranze, Harriet era diventata una pericolosa testimone da eliminare.
 Murdoch scopre un gruppo di cavie su cui il trattamento ha fallito: tredici uomini ancora violenti e scarsamente controllabili. Da uno di questi Bates ha fatto uccidere Harriet.
Il dottore cerca di eliminare nello stesso modo anche il detective, ma è lui stesso a rimanere vittima di una delle sue "creature" in fuga.
- Altri interpreti: Monica Dottor (Harriet Fuller), Grant Nickalls (Jeremiah Fuller), Arcadia Kendall (Betty Fuller), Cara Ricketts (Rosina Denman), Tyler Murree (Gus Smalls), Mike Shara (dottor Luther Bates), Julian Lewis (uomo ringhiante che assale la dottoressa Grace)
- Ascolti Canada: telespettatori 1 167 000[10]
- Ascolti Italia: share 3.81%

## La fobia di Murdoch
- Titolo originale: Murdochophobia
- Diretto da: Cal Coons
- Scritto da: Maureen Jennings, Peter Mitchell

### Trama
All'ospedale in cui lavora, la dottoressa Ogden sta conducendo uno studio sulle fobie; il suo approccio, basato sulla graduale desensibilizzazione dei pazienti, la pone in netto contrasto con un collega, il dottor Linden, favorevole ad un approccio diverso, più fisico che mentale. Del gruppo di cui si occupa la dottoressa fanno parte Sarah Bosen, che ha paura dei ragni; Pauline Kerr, che non sopporta le piume; Harry Phelps, spaventato dai cavalli; e Imelda Craske, valente violinista che non riesce a suonare in pubblico.
Julia è convinta di aver ottenuto con loro qualche buon risultato, poi però Sarah Bosen muore, cadendo da una finestra: un ragno morto trovato nella sua stanza fa ipotizzare che la donna si sia suicidata per la paura. Altri spiacevoli episodi che coinvolgono Pauline Kerr e Harry Phelps mettono Julia in ulteriore difficoltà perché il dottor Linden approfitta della situazione per denunciare il suo metodo come inefficace e pericoloso. Il direttore dell'istituto, il dottor Clark, tende a spalleggiare la dottoressa, ma è l'indagine condotta da Murdoch a dimostrare che è proprio il dottor Linden ad aver orchestrato gli incidenti ai danni dei pazienti di Julia. Il dottore però, avendo messo il ragno nella stanza di Sarah Bosen dopo la sua caduta, non è responsabile di quella morte.
 Murdoch, essendo lui stesso afflitto da una strana avversione per le farfalle, non si fa turbare dalle fobie dei pazienti di Julia, né dall'ostilità di Jarius Kerr, che vorrebbe a tutti i costi riportare a casa la moglie Pauline. Continua ad indagare e nei complessi rapporti che legano molte delle persone coinvolte finisce per individuare la soluzione dell'enigma: Sarah Bosen non si è suicidata. Pur non avendola fisicamente buttata dalla finestra, della sua morte è responsabile qualcuno che ha agito con crudeltà ed arrogante egoismo.
 Al termine della vicenda Julia scopre che l'avversione di Murdoch per le farfalle non è dovuta (come lui sostiene) all'imprevedibile disordine del loro volo, ma è legata al ricordo della morte della madre, avvenuta quando era bambino.
- Altri interpreti: Melissa Hood (Sarah Bosen), Ryan Kelly (signor Bosen), Tara Spencer-Nairn (Pauline Kerr), Joris Jarsky (Jarius Kerr), Alexander De Jordy (Harry Phelps), Laura Condlin (Imelda Craske), David Richmond-Peck (dottor Charles Linden), Stephen Bogaert (dottor Clark)
- Ascolti Canada: non disponibili
- Ascolti Italia: share 3.51%

## Il mostro del lago
- Titolo originale: Loch Ness Murdoch
- Diretto da: Cal Coons
- Scritto da: Michelle Ricci

### Trama
Sulla riva del lago Ontario viene rinvenuta una donna, annegata. L'ispettore Brackenreid presente al fatto, crede di aver visto il responsabile.
- Altri interpreti: Richard Waugh (Mason Alexander), Jim Watson, (James Bennett), Emma Pedersen (Elaine Lawson), Katie Strain (Marie Nicholson), John Dolan (capitano Squires), Giacomo Gianniotti (Leslie Garland)
- Ascolti Canada: 1 386 000[11]
- Ascolti Italia: share 4.22%

## Il ritorno a Terranova
- Titolo originale: Republic of Murdoch
- Diretto da: Don McCutcheon
- Scritto da: Paul Aitken, Peter Mitchell

### Trama
L'agente Crabtree insegue, senza riuscire a fermarlo, un uomo che sta fuggendo dalla più recente scena del crimine: una stanza d'albergo in cui la vittima, ubriaca, è stata drogata con idrato di cloralio. Il morto viene identificato come Peter Farrelly; il probabile assassino, che aveva aspramente litigato con lui la sera precedente, potrebbe essere Ezekiel Farrelly. Una bottiglia di rum e l'accento dei protagonisti del crimine orientano l'attenzione degli investigatori verso Terranova; una conferma arriva quando il frammento di un documento in carta di lino, ritrovato in mano alla vittima, rivela un accenno ad eventi che il 5 giugno 1720 avrebbero coinvolto il famoso pirata John Robert proprio nei pressi di Terranova. Tutto lascia pensare che ci siano di mezzo una mappa e un tesoro nascosto; Murdoch e Crabtree partono così per Terranova, alla ricerca dell'assassino di Peter Farrelly.
Nella colonia Crabtree, al seguito del Reverendo che lo aveva adottato, ha vissuto fra i tre ed i sedici anni, prima di tornare a Toronto. L'agente ritrova così molti paesaggi familiari e tutte le "zie" che lo hanno cresciuto: in verità, un gruppo di prostitute a cui il Reverendo aveva affittato il suo rettorato, in modo da farle vivere e lavorare in un ambiente più sicuro. Sino alla sua morte, avvenuta poco tempo prima, si era assicurato che le donne risparmiassero, si proteggessero a vicenda e andassero in chiesa ogni domenica.
 Sull'isola gli investigatori riescono a ricostruire il percorso della mappa: trovata per caso da un certo Murphy nella cantina della vecchia casa Farrelly, era poi stata vinta a poker da colui che credevano essere Ezekiel, e che invece si chiama Jacob Doyle. Doyle aveva cercato di venderla all'antiquario Peter Farrelly, ma avendone poi scoperto il reale valore, aveva preferito tenerla. Peter Farrelly, nel tentativo di impossessarsi del documento, lo aveva seguito a Toronto, dove era stato ucciso da Ezekiel, a sua volta molto interessato all'affare. Sulla scorta di una vecchia fiaba che gli veniva raccontata da bambino, Crabtree capisce infatti che la mappa originaria era stata divisa in tre parti, affidate ai tre fratelli Farrelly in competizione tra loro. Uno era morto, e la sua parte di mappa era andata perduta.
Con l'aiuto di Doyle, ormai riconosciuto innocente dell'omicidio, gli investigatori tendono un tranello a Ezekiel, consentendogli di rubare il pezzo mancante.
 Colto sul fatto mentre si appresta a cercare il luogo ove è stato sepolto il tesoro, Ezekiel viene infine arrestato. Con grande frustrazione di Doyle, però, la mappa si perde in mare, volando giù da una scogliera. A Murdoch rimane la soddisfazione di aver brevemente incrociato sull'isola il famoso Guglielmo Marconi.
 Nel frattempo a Toronto l'ispettore Brackenreid è alle prese con qualche sospetto (poi rivelatosi infondato) relativo alla sessualità del figlio maggiore John.
- Altri interpreti: Allan Hawco (Jacob Doyle), Dana Puddicombe (Eunice Farrelly), James Binkley (Ezekiel Farrelly), Tamara Bernier (zia Azalea), Karen Skidmore (zia Daisy), Caroline Gillis (zia Marigold), Jean Daigle (poliziotto a Saint John's), Daren Hynes (Clay Murphy), Dave Sullivan (un Farrelly della Baia Ovest), Charles Vandervaart (John Brackenreid), Christian Bruun (agente Jackson), Jason Card (Guglielmo Marconi)
- Ascolti Canada: 1 404 000[12]

## Il treno per Kingston
- Titolo originale: Midnight Train to Kingston
- Diretto da: Don McCutcheon
- Scritto da: Paul Aitken, Peter Mitchell

### Trama
Il processo a James Gillies è terminato e per l'imputato è stata confermata la condanna all'impiccagione. Ci sono state voci relative a una possibile corruzione del boia e risulta che l'avvocato di Gillies abbia prelevato 20 000 dollari dal suo conto, pertanto è stato disposto il trasferimento del prigioniero; la sentenza verrà eseguita a Kingston.

Sin dall'inizio il programma rigidamente stabilito viene stravolto: sul treno del trasferimento non è stata riservata un'apposita carrozza e i poliziotti sono costretti a servirsi del vagone ristorante. Un passeggero ritardatario, Aaron Raul, fa scattare un breve allarme, subito rientrato. Ma l'atmosfera di acuta tensione che si sviluppa sul treno rende nervosi i poliziotti, che temono guai, e scatena l'apprensione nei passeggeri quando apprendono l'identità del prigioniero, ormai tristemente famoso. Lo stesso Gillies non perde occasione per seminare dubbi e disagio, servendosi della sua intelligenza e delle sue doti di manipolatore. Persino la dottoressa Ogden, esasperata, lo schiaffeggia e gli promette che dopo l'impiccagione farà in modo di prelevare il suo cervello, per studiarne le patologie.

La situazione precipita quando nel vagone bagagli viene ritrovato il cadavere di un uomo, poi identificato come Dennis Bolton, un ex galeotto che in carcere aveva conosciuto Gillies. Altri ex galeotti vengono identificati tra i passeggeri, e alla fine il treno viene assaltato da una banda di malviventi. Murdoch scopre dunque che l'omicidio fa parte di un piano più complesso: in prigione Gillies aveva diffuso la notizia (falsa) che nella cassaforte sul treno ci sarebbero stati i 20 000 dollari ritirati dal suo avvocato. Approfittando del caos creato dai tentativi di rapina, contava di evadere. Benché scoperto, Gillies riesce ugualmente a lasciare il treno, dopo aver preso in ostaggio e pugnalato una passeggera, in realtà sua complice. Murdoch non esita a inseguirlo; riesce a raggiungerlo e a fermarlo, ma Gillies - spiazzandolo con un bacio feroce - si libera di nuovo e, ancora ammanettato, si getta in acqua da un altissimo ponte. Il suo corpo non viene ritrovato; si ritiene improbabile che sia sopravvissuto alla caduta, e tutti vorrebbero crederlo davvero morto: ma un piccolo dubbio rimane.
- Altri interpreti: Michael Seater (James Gillies), Ryan McDonald (Nathaniel Henry), Marqus Bobesich (Aaron Rauls), Kirstin Rae Hinton (Sadie Hopkins), Richard Davis (Finn Hopkins), Paul De La Rosa (passeggero sul treno), Paul Rivers (capotreno), Brian Kaulback (agente Hodge), Kristian Bruun (agente Jackson)
- Ascolti Canada: 1 408 000[14]

## Ragtime
- Titolo originale: Murdoch in Ragtime
- Diretto da: Harvey Crossland
- Scritto da: Carol Hay

### Trama
Vicino al porto viene trovato il corpo senza vita di un musicista "nero", fondatore della Ragtime Band. L'autopsia rivela che la morte è avvenuta per un colpo alla testa. La moglie della vittima ritiene che la causa possa essere l'odio razziale. L'indagine poliziesca viene condotta anche tra i suoi compagni musicisti.
- Altri interpreti: Miranda Edwards (Chloe Peters), Darren Anthony (Nathan Peters), Clé Bennett (Ozzy Hughes), Helen Johns (Jean Hamilton), Ronnie Rowe (Buddy Duncan), Tenika Davis (Hattie Carter), Dalmar Abuzeid (Jeremy Hardy), Jonathan Llyr (Mick O'Shea), Laura Nordin (Cora Brooks), Tony Craig (il proprietario del bar), Giacomo Gianniotti (Leslie Garland)
- Ascolti Canada: 1 432 000[15]

## La terra cava
- Titolo originale: Journey to the Centre of Toronto
- Diretto da: Harvey Crossland
- Scritto da: Simon McNabb

### Trama
A Toronto avvengono alcuni strani furti: un paio di gioiellerie ed una banca sono espugnate dal sottosuolo. Per ciò che riguarda le gioiellerie, appartenenti ai due fratelli Blevitch divisi da forte rivalità, i furti potrebbero far parte di una faida pluridecennale, la banca però è una cosa a parte. Tutti i crimini sono avvenuti in un'area abbastanza ristretta e la banca presa di mira, a differenza di altri istituti che hanno ormai pavimenti in cemento, aveva ancora un più accessibile rivestimento in legno e mattonelle. Ad una prima analisi tutto appare molto strano: durante i furti sono stati rubati solo diamanti, non denaro; inoltre, benché l'ispettore Brackenreid sostenga la tesi di normali scavi attuati da ladri muniti di pala, i punti d'accesso non rivelano gallerie. Murdoch ipotizza pertanto l'azione da sottoterra di un macchinario in grado di scavare in avanti e di riempire di nuovo il percorso, tornando indietro; tale macchinario - una sorta di rotore ad elica - presuppone conoscenze tecniche e risorse considerevoli, forse sproporzionate all'ammontare del bottino ottenuto.
 Nel frattempo Julia ed Emily si recano all'Ontario Provincial Museum per assistere ad una conferenza. Presentata dal mite geologo Herbert Humphreys, parlerà Elva Gordon, una speleologa ed archeologa esperta di grotte che ha operato a lungo nello Yucatán. Nell'aspetto e nelle idee la donna risulta molto moderna; parla con passione del proprio lavoro, ma confessa anche la frustrazione che sta vivendo: a causa delle sue convinzioni, il Museo le ha vietato le esplorazioni, relegandola in archivio, a catalogare reperti. Elva crede infatti all'esistenza di una vita sotterranea, ma non ha ancora potuto dimostrarla.
 Pur considerando Elva una donna straordinaria, Julia ed Emily sono scettiche sulle sue affermazioni; George invece, venuto a conoscenza dell'ardita teoria, ne è entusiasta: le idee di Elva si sposano a meraviglia con la sua fede nell'esistenza di un popolo di uomini talpa.
 Murdoch preferisce attenersi ai fatti: poiché la macchina viaggia sotto le strade, con un prelievo di campioni di terra ne individua il percorso, che però conduce ad un vicolo cieco. Un quarto furto di diamanti, questa volta avvenuto nel laboratorio del dottor Roome, porta il detective a concludere che gli assalti servano a perfezionare il macchinario stesso: grazie alla loro durezza, i diamanti potrebbero aiutare a perforare qualunque superficie. Murdoch decide di misurare le vibrazioni prodotte dal macchinario e costruisce una serie di sismografi semplificati; il ladro si muove, per cui non esiste un solo epicentro per le scosse prodotte: Murdoch costruisce quindi una rete di apparecchi, ciascuno sorvegliato da un agente, e registrando in serie i loro dati riesce ad individuare il punto in cui il macchinario è andato a fermarsi: sotto il Museo.
 Arrivati là, gli investigatori trovano Elva in possesso di uno dei gioielli rubati ai fratelli Blevitch; la donna spiega che si tratta del dono di un anonimo ammiratore, che negli ultimi tempi le ha regalato anche fiori e dolci. Ritenendola se non proprio colpevole, almeno coinvolta, gli investigatori la fermano e la rinchiudono in cella. Di lì a poco però la Stazione di polizia è assaltata dal rotore e mentre l'edificio viene fatto evacuare, Elva scompare.
 È stata prelevata dal signor Humphreys: è lui che ha creato il macchinario ed è lui che ha realizzato i furti, con l'intento di perfezionarlo. Il geologo spiega ad Elva che tutto è stato fatto per lei: Humphreys da sempre ama ed ammira la donna; ora le propone di affiancarlo in un'avventurosa esplorazione, alla ricerca di quella vita sotterranea in cui entrambi credono. Elva accetta con entusiasmo e i due riescono a partire poco prima di essere raggiunti dalla polizia.
 Nei giorni seguenti Elva ed Humphreys vengono considerati dispersi, probabilmente morti soffocati. Murdoch però rivela a Julia che recenti segnali di movimento sotterraneo sono stati registrati nei pressi del Lago Ontario, proprio la zona che Elva aveva giudicato promettente per le proprie ricerche.
 George Crabtree, in ogni caso, è tutt'altro che pronto ad abbandonare le sue teorie sugli uomini talpa.
- Altri interpreti: Lauren Lee Smith (Elva Gordon), Robert Mauriel (Herbert Humphreys), Jason Weinberg (primo fratello Blevitch), Glen Gaston (secondo fratello Blevitch), Christopher Morris (dottor Martin Roome), Kristian Bruun (agente Jackson)
- Ascolti Canada: 1 316 000[16]

## Qualcosa in sospeso
- Titolo originale: Unfinished Business
- Diretto da: Dawn Wilkinson
- Scritto da: Peter Mohan

### Trama
Poco prima di morire in ospedale per le conseguenze della neurosifilide, il signor Jeffrey Roundhill fa chiamare al suo capezzale un poliziotto. Murdoch raggiunge l'ospedale e a lui Roundhill confessa di aver ucciso la moglie Evelyn, alcuni anni prima. Racconta di averla colpita con un sasso, poi di averla soffocata con il suo cappotto; dice che la cosa è stata penosamente lunga e indica il luogo ove ha sepolto il cadavere. Il racconto dell'uomo è a tratti confuso, ma pare pervaso di sincerità e rimorso: ciò induce Murdoch ad aprire un'indagine.
 Nel luogo indicato vengono effettivamente ritrovati una valigia ed uno scheletro, in seguito identificato con certezza come appartenente a Evelyn Roundhill. Le modalità della morte però non corrispondono: non c'è traccia di colpi in testa e il soffocamento è stato veloce.
Interrogando persone che avevano conosciuto Roundhill, Murdoch scopre che il matrimonio con Evelyn era stato difficile: lui la picchiava e la tradiva di continuo; quando la donna era scomparsa, a Pasqua del 1893, il pastore della loro parrocchia aveva pensato che se ne fosse andata per rifarsi una vita. A quella data però Roundhill era lontano da casa per lavoro, dunque la confessione sarebbe falsa, resa forse per coprire qualcun altro, anche se in tal caso sarebbe difficile capire perché egli abbia voluto parlare di un delitto di cui nessuno sapeva nulla.
Riascoltando con Murdoch la registrazione della confessione, Julia riconosce nelle modalità descritte un vecchio caso irrisolto, uno dei primi affrontati insieme da lei e dal detective: l'uccisione di Amelia Johnston, avvenuta il 12 aprile 1893. All'epoca il sospettato principale era stato il marito Raymond, poi scagionato per mancanza di prove.
Mettendo insieme tutti gli indizi Murdoch e Julia si convincono che Evelyn e Amelia siano state vittime di due delitti incrociati: i mariti avrebbero ucciso uno la moglie dell'altro, così da non lasciare tracce incriminanti.
Infatti per gli investigatori è difficile ricostruire i movimenti dell'epoca; solo un labile indizio li porta infine a collegare tra loro con certezza i due assassini. E ancora li attende una piccola sorpresa perché se è vero che Amelia è stata uccisa da Roundhill, l'assassino di Evelyn non è Raymond, ma qualcuno a lui vicino che ha cospirato per difendere i propri interessi.
Per Julia la gioia derivante dalla soluzione del vecchio caso viene presto offuscata dal ricevimento di una lettera che la minaccia di morte, se continuerà la sua relazione con Murdoch o se gli rivelerà qualcosa. La lettera è firmata da James Gillies, anche se il criminale dovrebbe essere morto.
Nel frattempo Leslie Garland sembra intenzionato a conquistare le attenzioni della dottoressa Grace.
- Altri interpreti: John Corbett (Jeffrey Roundhill), Paul Constable (Raymond Johnston), Brad Borbridge (Victor Johnston), Jacklyn Francis (signorina Dignan), Neil Foster (il pastore protestante), Catherine McNally (la capo infermiera), Jane Johanson (la suora), Giacomo Gianniotti (Leslie Garland), Michael Seater (James Gillies - voce)
- Ascolti Canada: 1 350 000[18]

## Operazione Murdoch
- Titolo originale: The Murdoch Sting
- Diretto da: Sudz Sutherland
- Scritto da: Jackie May

### Trama
Ian Worthington, presidente di una prestigiosa banca, scompare da casa poco prima della sua festa di fidanzamento; anche la fidanzata, la giovane Cassie Chadwick, non si trova.
La cassaforte nella stanza del banchiere contiene ancora denaro e il passaporto. Quando però si scopre che Cassie Chadwick si era falsamente spacciata per la figlia illegittima del ricco Andrew Carnegie e che aveva usato il nome di lui per ottenere grossi prestiti dalla banca di Worthington, si concretizza la possibilità di una truffa. Se Cassie fosse riuscita a sposare Worthington, il marito avrebbe probabilmente coperto i debiti per evitare lo scandalo; l'improvviso ritorno in città di Carnegie le aveva però rovinato il piano. Di lì a poco il cadavere di Worthington viene ritrovato in uno stagno; l'acqua ha cancellato le tracce e diventa difficile dimostrare che l'assassina sia Cassie. A complicare ulteriormente le cose intervengono due fatti: quando la ragazza viene finalmente trovata, Murdoch riconosce in lei Eva Pearce, che già lo aveva beffato in precedenza. Inoltre una donna si presenta al Distretto e dichiara di essere la vera Cassie Chadwick: ammette il suo losco passato da truffatrice, che l'ha condotta per alcuni anni in prigione. Ora però ha cambiato vita, è felicemente sposata con un medico e desidera togliere di mezzo colei che ha rubato la sua identità. Brackenreid rimane pericolosamente affascinato dalla donna, mentre Murdoch assume un atteggiamento più pragmatico: entrambi decidono comunque di farsi aiutare dalla vera Cassie ad incastrare quella falsa.
Viene orchestrato un piano per convincere Eva a tornare nel luogo ove ha nascosto il cadavere, cosa che renderà palese la sua colpa. Tra alti e bassi la complessa operazione ottiene pieno successo ed Eva finisce finalmente dietro le sbarre. Ci sono però alcuni spiacevoli effetti collaterali: la vera Cassie risulta esser stata meno disinteressata del previsto nell'offrire il suo aiuto. Inoltre, la parte sostenuta dalla dottoressa Grace nell'operazione (parte che ad un certo punto l'ha indotta a baciare Leslie Garland per non scoprire il gioco) rovina il suo rapporto sentimentale con Crabtree.
 Nel frattempo la dottoressa Ogden continua a ricevere lettere di minaccia da parte di James Gillies. Così, quando Murdoch avanza finalmente la sua proposta di matrimonio, un'angosciata Julia si allontana da lui senza spiegazioni.
- Altri interpreti: Daiva Johnston (Eva Pearce), Wendy Crewson (Cassie Chadwick), Philip Craig (Andrew Carnegie), J. Sean Elliott (signor Fleet), Thom Marriott (il maggiordomo), David Collins (il fotografo), Giacomo Gianniotti (Leslie Garland), Michael Seater (James Gillies - voce)
- Ascolti Canada: 1 476 000[20]

## Colpo al cuore
- Titolo originale: Friday the 13th, 1901
- Diretto da: Michael DeCarlo
- Scritto da: Lori Spring

### Trama
Julia ed Emily partecipano ad un weekend di sole donne, una sorta di addio al nubilato per la bella Lavinda, che sta per sposare Cedric Maxwell. Del gruppo che passerà due giorni su di un'isoletta nella vecchia casa di vacanza dei Maxwell fanno parte anche Josephine, Diane e Rose, la sorella di Cedric.
 In pieno relax le ragazze bevono, fumano, chiacchierano, battibeccano e, venuta la sera, si raccontano storie orripilanti davanti al caminetto. In particolare Lavinda rievoca una leggenda legata proprio alla vecchia casa in cui si trovano: la storia di un orfanello adottato da una ricca coppia che aveva già due figli, una bambina ed un bambino. Benché trattato con ogni riguardo, l'orfano aveva iniziato ad allontanarsi dai benefattori, diventando sempre più selvaggio, tanto che ad un certo punto ne era stato deciso l'affidamento ad una struttura pubblica. Il giorno della partenza il ragazzino aveva ucciso in modo orribile tutta la famiglia da cui era stato accolto, poi era scomparso. Forse si aggira ancora da quelle parti.
 Al termine della serata Lavinda si allontana per una nuotata notturna e di lì a poco viene trovata morta, uccisa da un colpo d'ascia alla schiena. Il mattino successivo sorte analoga tocca anche a Diane e le ragazze scoprono di essere bloccate sull'isola perché la loro scialuppa è stata danneggiata.
 Con angoscia Julia comincia a pensare che l'accaduto sia opera di James Gillies; confida così ad Emily la faccenda delle lettere di minaccia e l'amica la esorta a rivelare tutto a Murdoch, il più presto possibile.
 Tuttavia, quando dopo un'altra orribile notte anche Josephine viene trovata morta e decapitata, le superstiti sono in grado di ricostruire una vecchia storia, che salda il presente al passato e che denuncia il vero responsabile di tutti gli omicidi.
 Nel frattempo a Toronto l'agente Crabtree, depresso e irritato per aver perduto Emily, sfida Leslie Garland ad una partita di curling. Molto fiducioso nel proprio talento, Crabtree stenta però a mettere insieme una squadra competitiva, costituita dai colleghi del IV Distretto. Murdoch, ancora profondamente amareggiato per il rifiuto di Julia, vorrebbe restarne fuori e crogiolarsi nella solitudine; gradualmente però si entusiasma per le applicazioni che la fisica può avere sullo sport in questione e finisce per elaborare strategie ed innovazioni che risulteranno molto utili.
Pur giocando un'eccellente partita, Crabtree commette una piccola infrazione al regolamento che, da lui prontamente ammessa, lascia la vittoria a Garland. I due tuttavia sembrano aver raggiunto una buona tregua tra gentiluomini.
- Altri interpreti: Andrea Runge (Lavinda), Brittany Johnson (Diane), Jeanie Calleja (Josephine), Emma Campbell (Rose), Nick Stathas (uomo del bosco), Clinton Walker (presidente del Club di curling), Giacomo Gianniotti (Leslie Garland)
- Ascolti Canada: 1 384 000[21]

## Il topo e l'elefante
- Titolo originale: The Spy Who Came Up to the Cold
- Diretto da: Sudz Sutherland
- Scritto da: Adam Barken

### Trama
Il 6 settembre del 1901, a Buffalo, il presidente americano William McKinley viene ferito da colpi d'arma da fuoco; muore poco più di una settimana dopo. L'attentatore, subito fermato, è l'anarchico americano Leon Czolgosz, che dichiara di aver agito da solo. Le autorità però non sono convinte e quando si sparge la voce che un gruppo di anarchici, tra cui l'attivista Emma Goldman, ha passato il confine con il Canada, Terrence Meyers si rivolge alla polizia di Toronto per richiedere un controllo dei simpatizzanti locali. Stranamente, l'elenco comprende anche Leslie Garland.
Molti vengono fermati e identificati; vengono raccolte le loro impronte digitali e dietro suggerimento dello stesso Meyers si dà vita ad un Registro che ne raccoglie tutti i dati. Tra i fermati ci sono Anton Woycek e la sua amica Sarah Harris.
Si fa vivo anche Allen Clegg, la spia americana, che pretende la consegna dei cospiratori; l'ispettore Brackenreid tuttavia insiste per mantenere il controllo dell'indagine. Saranno dunque Murdoch ed i suoi ad indagare, di lì a poco, sulla strana scomparsa di Woycek (fatto evadere dallo stanzino in cui era rinchiuso) e sul suo successivo assassinio.
Woycek viene ritrovato all'interno di una segheria, ucciso da un colpo d'arma da fuoco. Accanto al cadavere, con la pistola in mano, c'è Meyers, che però dichiara di aver trovato Woycek già morto e di esser stato messo fuori combattimento da un colpo in testa. I rilievi sembrano indicare che Meyers non abbia sparato: forse è stato davvero incastrato. La testimonianza di Sarah Harris però lo accusa: la ragazza, sentimentalmente legata a Woycek, dichiara che il suo uomo lavorava per Meyers e che quest'ultimo lo ha ucciso per coprire il coinvolgimento di entrambi nell'assassinio del Presidente.
 Malgrado tutto Meyers pensa di godere di protezioni sufficienti a tenerlo al sicuro, ma in considerazione della gravità della situazione le autorità canadesi gli tolgono il loro appoggio, consegnandolo agli americani: lo aspetta una probabile condanna a morte, senza processo.
Murdoch però non è convinto da questa soluzione e trova prove utili a scagionare Meyers, fermando l'estradizione poco prima del passaggio di confine. Ora è Clegg ad essere accusato: ricattandola per il ruolo avuto nell'attentato a McKinley, Clegg si è servito di Sarah per uccidere Woycek (che in realtà lavorava per lui), distruggendo Meyers. Il quale, tutto sommato, si dichiara poi lusingato per la considerazione da parte dell'avversario.
In ogni caso, protetto dell'immunità diplomatica, nemmeno Clegg potrà essere incriminato.
 Al termine della complessa vicenda la dottoressa Ogden si risolve finalmente a parlare con Murdoch: dopo aver preso ogni possibile precauzione, gli racconta delle lettere di minaccia e del suo timore che James Gillies sia ancora vivo.
- Altri interpreti: Peter Keleghan (Terrence Meyers), Matthew Bennett (Allen Clegg), Lisa Norton (Emma Goldman), Melanie Leishman (Sarah Harrison), Christian Bako (Anton Woycek), Goran Stjepanovic (Leon Czolgosz), Brent Crawfort (presidente William McKinley), Hope Fleury (la ragazzina), Giacomo Gianniotti (Leslie Garland)
- Ascolti Canada: 1 334 000[23]

## Lezioni di Kung Fu
- Titolo originale: Kung Fu Crabtree
- Diretto da: Michael McGowan
- Scritto da: Paul Aitken

### Trama
L'alto dignitario cinese Cho Wei ha invitato a una cena le forze dell'ordine canadesi; a nome dell'Imperatrice Vedova intende chiedere la collaborazione della polizia di Toronto per individuare e arrestare alcuni capi dei Boxer fuggiti all'estero. Durante la cena Chow Wei muore avvelenato: a dispetto delle precauzioni prese a causa della sua allergia ai crostacei, i cibi che gli sono stati serviti contenevano gamberi.
 Sun Yang, il detective imperiale al seguito della delegazione, individua il colpevole in Wu Chang, un lavapiatti che viene identificato come uno dei ricercati. Wu Chang si sottrae all'arresto, ma Crabtree lo insegue e riesce a fermarlo. Quando però entrambi vengono attaccati da un gruppo di uomini mascherati e hanno la meglio solo grazie all'abilità di Wu Chang nel kung fu, Crabtree ascolta la storia del giovane e si convince della sua innocenza. Wu Chang nega infatti di aver ucciso Chow Wei; lui non è un Boxer, ma solo un dissidente in fuga. Sun Yang in realtà ha intenzione di riportare in patria i riformatori democratici, come la famiglia a cui Wu appartiene, non i Boxer. Ciò che Wu vuole nell'immediato è trovare il suo maestro Yu Da e la sorella Ling.
La fiducia di Crabtree subisce un duro colpo quando l'agente scopre che in patria Wu Chang si era già macchiato di un omicidio per vendicare la morte del padre. Tuttavia l'incalzare degli eventi lo riporta al fianco dell'amico: quando il maestro Yu Da viene ucciso e Ling viene rapita, Wu Chang scompare di nuovo, ma Crabtree capisce dov'è diretto e lo raggiunge. Insieme riescono a smascherare le malefatte di Sun Yang, incolpandolo per l'assassinio di Yu Da. Il colpevole della morte di Chow Wei però è un altro: e per Crabtree non sarà facile accettare ciò che Wu Chang ha deciso di fare per proteggerlo.
 All'intera e movimentata indagine non ha partecipato William Murdoch. Con il pretesto di concedersi una breve vacanza, il detective in realtà si è nascosto con Julia in un hotel cittadino: insieme devono fare il punto sul potenziale pericolo costituito dalle minacce di James Gillies. Viene coinvolto anche
l'ispettore Brackenreid e, grazie al suo interessamento, nei pressi di Coburg viene ritrovato un corpo che potrebbe appartenere proprio a Gillies. Julia ed Emily esaminano il cadavere e vi trovano il proiettile sparato da Crabtree a Gillies, mentre una ricostruzione facciale sul cranio, per quanto parziale, fa emergere i tratti del criminale. Dunque James Gillies sembra davvero morto.
 Contemporaneamente Murdoch capisce da dove arrivano le lettere di minaccia: una foto allegata, che mostra l'interno del Distretto e che può essere datata con certezza alle ore 15 del 30 agosto precedente rivela il responsabile: Leslie Garland, in cerca di vendetta per la morte del fratello Darcy.
Emily, irritata e offesa, lo lascia dopo averlo schiaffeggiato. Julia, rinunciando a denunciare il cognato, gli ordina di lasciare immediatamente la sua casa. Per lei e Murdoch si prospetta un ritorno alla normalità.
- Altri interpreti: Allen Keng (Wu Chang), Russell Yuen (Sun Yang), Daniel Park (Yu Da), Tsun-Ching Yu (Wu Ling), Robert Lee (Chow Wei), Warren Chow (il capocuoco), Dominic Fung (signor Lee), Norman Yeung (l'assaggiatore), Kristian Bruun (agente Jackson), Brian Kaulback (agente Hodge), Arwen Humphreys (Margaret Brackenreid), Giacomo Gianniotti (Leslie Garland)
- Ascolti Canada: 1 376 000[26]

## Un'esplosione di silenzio
- Titolo originale: Blast of Silence
- Scritto e Diretto da: Peter Mitchell

### Trama
Mentre Julia è sulle spine perché Murdoch non ha ancora rinnovato la sua proposta di matrimonio, ed Emily tenta invano di riavvicinarsi a George, la città piomba in una grave crisi. Nella zona industriale, sulla cima di un palo, è stato legato l'imprenditore Richard Welsh; accanto a lui c'è una bomba regolata per esplodere al verificarsi di un forte rumore. Poiché né l'uomo né l'ordigno possono essere spostati senza rischio, Murdoch chiede al sindaco Clarkson di sospendere tutte le attività cittadine, comprese quelle delle fabbriche circostanti. A malincuore il sindaco accetta, ma pone un limite temporale molto breve perché la produttività non può essere fermata a lungo.
 Welsh è un imprenditore di successo, benvoluto in famiglia; la sua fabbrica dà lavoro a molti, ma non tutti ne sono entusiasti: organizzazioni come i "Nuovi Agrari", ad esempio, fortemente contrari all'urbanizzazione e a ciò che essa comporta. E tra i nemici di Welsh ci sono anche alcuni industriali, irritati dalla paga migliore che offre ai suoi operai. Queste opzioni vengono però scartate e anche Bradley Fowler, un concorrente che in passato aveva cercato di danneggiare Welsh, risulta estraneo ai fatti più recenti. Il tempo passa e in mancanza di una alternativa migliore Murdoch decide di disinnescare la bomba; ma ancor prima che il detective sia riuscito a raggiungere la sommità del palo, il ritorno di fiamma di un'automobile innesca l'esplosione e di Welsh non rimangono che piccoli pezzi.
A peggiorare la situazione, di lì a poco anche il sindaco viene messo nelle stesse condizioni di Welsh: legato in un giardinetto, con un'altra bomba pronta ad esplodere. Non vedendo alcuna via di scampo, Clarkson decide che alle ore 18 farà rintoccare tutte le campane della città, sacrificandosi per dimostrare al dinamitardo che il progresso non può essere fermato.
 Con l'aiuto dell'agente Higgins, che riconosce nei frammenti della bomba i pezzi di un pianoforte, Murdoch identifica finalmente il colpevole: non un terrorista, ma solo un brav'uomo impazzito a causa dei crescenti rumori. Lo convince a disinnescare la bomba, salvando dunque il sindaco a pochi minuti dall'esplosione. L'uomo però, ancora in preda alla disperazione, si suicida sussurrando: "Voglio silenzio".
- Altri interpreti: David Huband (sindaco Clarkson), Tom Barnett (Richard Welsh), Chantal Craig (Cecily Welsh), Patrick Galligan (il vicesindaco), Alanis Peart (signora Cunnyworth), Gord Rand (Travis Macquire), Michael Spencer-Davis (Bradley Fowler), Irene Poole (signora Pike), Jeffrey Knight (Wallace Pike), Darryn Lucio (il guidatore dell'auto), Stephen Le Bail (un vigile del fuoco), Lachlan Murdoch (agente Henry Higgins), Kristian Bruun (agente Jackson)
- Ascolti Canada: 1 336 000[27]

## La morte del dottor Ogden
- Titolo originale: The Death of Dr. Ogden
- Diretto da: Michael McGowan
- Scritto da: Jordan Christianson, Carol Hay, Simon McNabb e Michelle Ricci

### Trama
Nella sala giochi di un prestigioso circolo cittadino viene ritrovato il cadavere di uno dei soci, Oliver Hoyle. Il giovane è stato colpito violentemente al capo e ha in bocca una palla da biliardo. Il suo corpo è ai piedi di una lavagna su cui è scritto un enigma in codice, creato da Edgar Allan Poe. Oliver era da tempo in forte competizione con gli altri enigmisti del circolo e l'aver trovato la soluzione di questo ennesimo difficilissimo codice potrebbe essere la causa della sua morte. Uno dei soci infatti, Horace Simms, afferma di aver visto la soluzione scritta sulla lavagna verso le dodici della notte precedente; ora però la soluzione è stata cancellata e anche il taccuino dove Hoyle annotava i suoi tentativi è sparito. Brackenreid e Crabtree, che si occupano dell'indagine, pensano che forse sarà sufficiente attendere che uno degli enigmisti si vanti di avere la soluzione per identificare il ladro e l'assassino. E infatti poco tempo dopo è Roger Newsome a compiere la mossa; tuttavia Newsome dichiara di aver soltanto rubato il taccuino le cui pagine, coperte da due differenti calligrafie, sembrano dimostrare che non fosse stato Hoyle a trovare la soluzione. Gli investigatori dovranno quindi lavorare ancora un po', prima di riuscire ad identificare il vero colpevole dell'omicidio e l'insospettabile solutore degli enigmi.
 Nel frattempo Murdoch ha raggiunto Julia a casa del padre, il dottor Lionel Ogden. Qualche giorno prima il dottore aveva telefonato alla figlia, chiedendole di andare da lui; molto impegnata, Julia ha tardato ad accontentarlo e al suo arrivo ha trovato il padre già morto. Il dottor Bradley, che lo aveva in cura, ipotizza un infarto e rivela a Julia che il padre desiderava essere cremato.
 Oscillando tra i sensi di colpa per non essere stata più vicina al padre e i dubbi sulla sua malattia, Julia decide di fare lei stessa l'autopsia. Trova un cuore in perfette condizioni e il segno di un'iniezione di eroina. Suo padre è stato veramente ucciso, e quando Murdoch verifica che uno dei principali beneficiari del testamento è la signora Caroline Hill, un'anziana vedova molto amica del dottor Ogden, Julia pensa di aver individuato il colpevole.
 Tuttavia la storia raccontata dalla signora Hill rivela una parte nascosta nella vita del dottore e pone la sua morte in una prospettiva ben lontana dall'omicidio.
 Riconciliatasi con il passato, Julia accetta la proposta di matrimonio che Murdoch si decide finalmente a rinnovare.
 Ma la gioia dell'intero Distretto per questa notizia è subito oscurata da un altro evento: l'ispettore Brackenreid viene aggredito e ridotto in gravissime condizioni da un malvivente che aveva messo dietro le sbarre.
- Altri interpreti: James Graham (Oliver Hoyle), Cyrus Lane (Roger Newsome), Jeremy Birrell (Horace Simms), Steven Yaffee (Arthur Elliot), Ashton Doudelet (Theodore Grady), Rainbow Sun Francis (Sam Carr), David Fox (dottor Lionel Ogden), Diana Leblanc (Caroline Hill), Keith Dinicol (dottor Bradley), Jane Spidell (signora Hastings), Jonathan Llyr (Mick O'Shea), Nick Nolan (Tim O'Shea)
- Ascolti Canada: 1 352 000[29]